# Comostola cedilla
Comostola cedilla is een vlinder uit de familie van de spanners (Geometridae). De wetenschappelijke naam werd  gepubliceerd in 1917 door Prout.